# George Hyde Chambers
Pour les articles homonymes, voir Chambers.

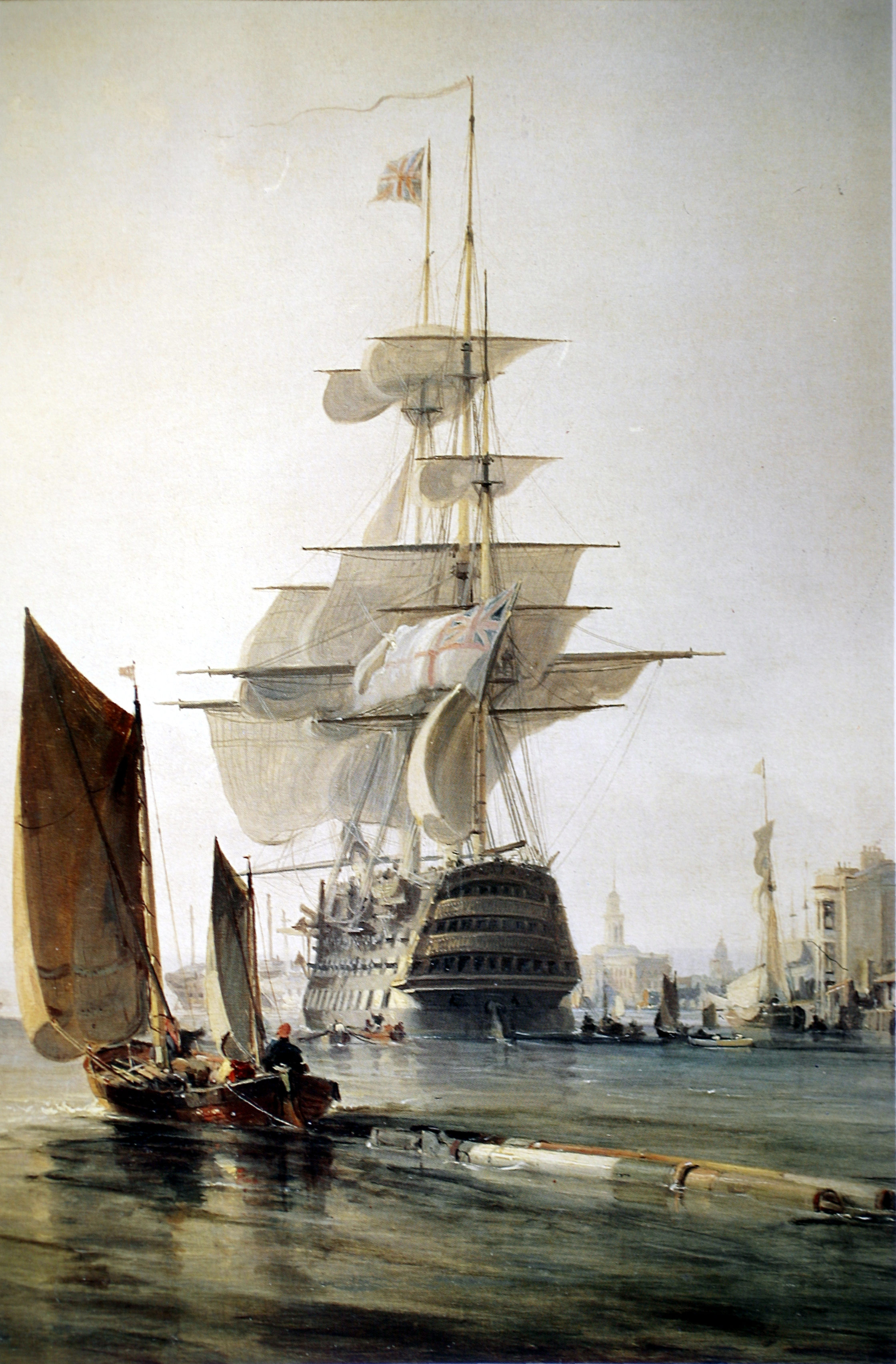
Le navire de ligne HMS Britannia (1820-1869) entre dans le port de Portsmouth, George Chambers, 1835

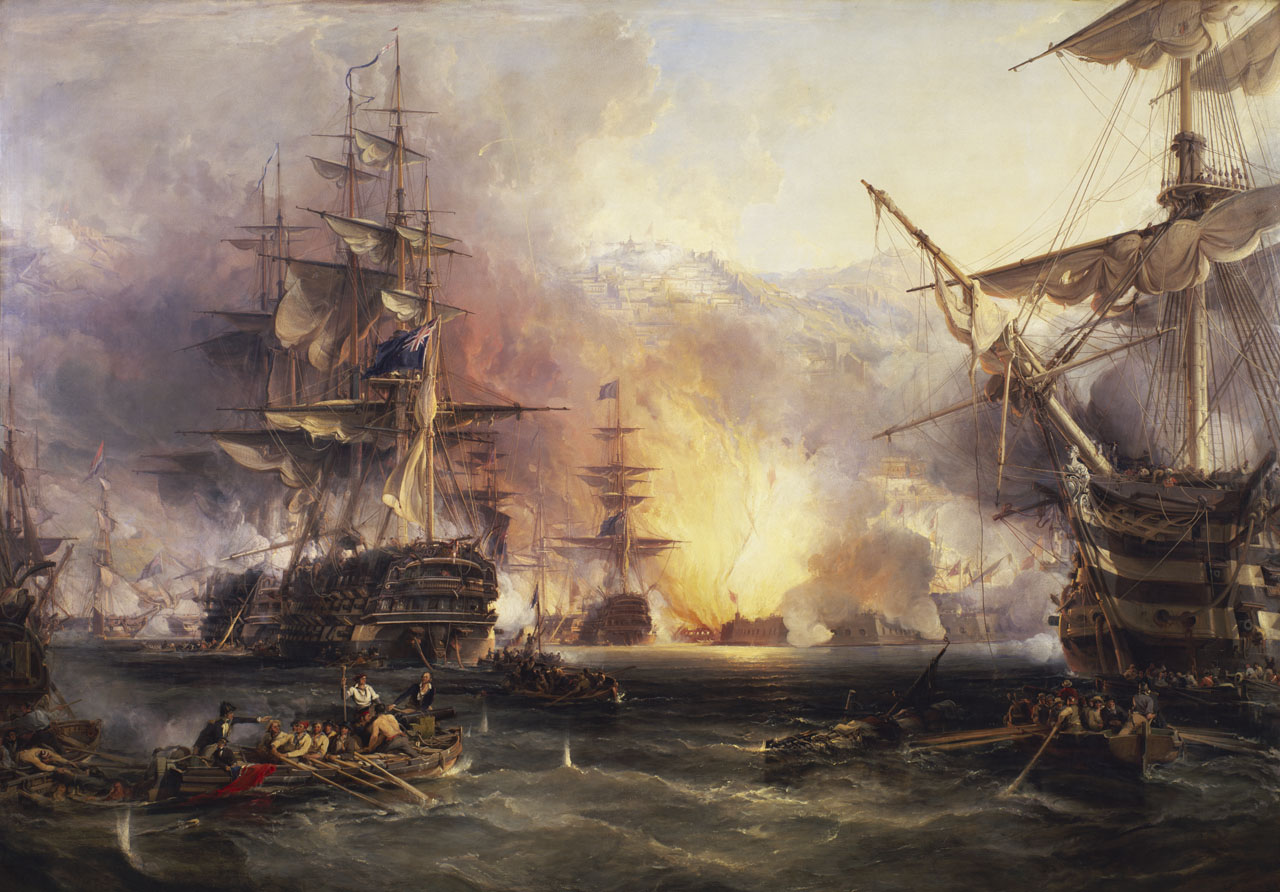
Bombardement d'Alger (1816), George Chambers

George Hyde Chambers senior, né le 23 octobre 1803 à Whitby et mort le 29 octobre 1840 à Brighton, est un peintre de marine anglais.

## Vie et œuvre
George Chambers naît dans une famille ouvrière de Whitby, il est le deuxième fils d'un marin, sa mère loue des chambres à des locataires. Âgé de huit ans, il travaille sur des sloops à vapeur dans le port de la ville. À l'âge de dix ans, il est mousse sur un navire côtier, puis il devient apprenti-maître sur un brick assurant des liaisons commerciales en Mer Méditerranée et en Mer Baltique. Son talent artistique et ses représentations de navires impressionnent son capitaine qui décide de lui épargner son apprentissage afin qu'il se consacre pleinement à la peinture. De retour à Whitby, George Chambers s'établit comme peintre décorateur et prend des leçons de dessin sur son temps libre.
Il poursuit sa carrière sur un vaisseau de commerce reliant Londres, où il rencontre Christopher Crawford, originaire aussi de Whitby et propriétaire du pub Waterman's Arms à Wapping. Il accroche ses tableaux aux murs de l'établissement et connaît rapidement le succès auprès d'une clientèle de gens de mer. C'est là qu'il trouve ses premières commandes bien qu'à l'époque (1827 - 1828) il travaille aussi comme paysagiste à l'exposition Panorama de Londres de Thomas Hornor (en) au London Colosseum (en) à Regent's Park, ainsi qu'au Pavilion Theater à Whitechapel (1830 - 1831). En 1829, deux de ses tableaux sont acquis par l'amiral Thomas Bladen Capel qui signale le talent de Chambers à ses collègues officiers, dont l'amiral Lord Mark Kerr. Ce dernier œuvre en faveur de Chambers auprès du roi Guillaume IV et de la reine Adélaïde qui deviennent alors ses mécènes (1831 - 1832). La carrière d'artiste de Chambers est alors assurée.
Il n'expose que trois œuvres à la Royal Academy en 1828, 1829 et 1838, mais de nombreuses autres à la British Institution (1827 - 1840), à la Royal Society of British Artists (1829 - 1838), et à la Royal Watercolour Society dont il est élu membre en 1834.
George Chambers était un dessinateur et aquarelliste talentueux, et un peintre à l'huile accompli, démontrant son talent pour le mouvement et le couleur dans des tableaux tels que A Fresh Breeze off Cowes ou A Dutch Boier in a Fresh Breeze (exposés au National Maritime Museum), ce dernier tableau ayant été peint lors de son séjour en Hollande en 1837. Une de ses dernières commandes notoires est The Bombardment of Algiers, 1816, à la demande de l'amiral Lord Exmouth pour une exposition au Greenwich Hospital en 1836.
George Chambers manquait de confiance en lui, ce qui nuisit à sa carrière, et son succès fut perturbé par une santé défaillante. Il est mort d'une attaque cardiaque le 29 octobre 1840 à Brighton.
Son fils George Chambers (né en 1829) était également peintre de marine et paysagiste.